# PAC (atletiekvereniging)
Pro-Patria ALO Combinatie (PAC) is een atletiekvereniging in Rotterdam die is aangesloten bij de Atletiekunie. Het is met 1.779 leden in 2017 de grootste atletiekclub in Rotterdam en staat op de vijfde plek van de grootste atletiekverenigingen van Nederland. De vereniging heeft haar thuisbasis aan het Langepad nabij het Kralingse Bos.

## Geschiedenis
De vereniging is in haar huidige vorm ontstaan na een fusie van Pro Patria en ALO op 17 maart 1967. Victoria sloot zich enkele maanden later bij de combinatie aan. Toen de fusie was voltooid, had de combinatievereniging 260 leden.

### Pro Patria

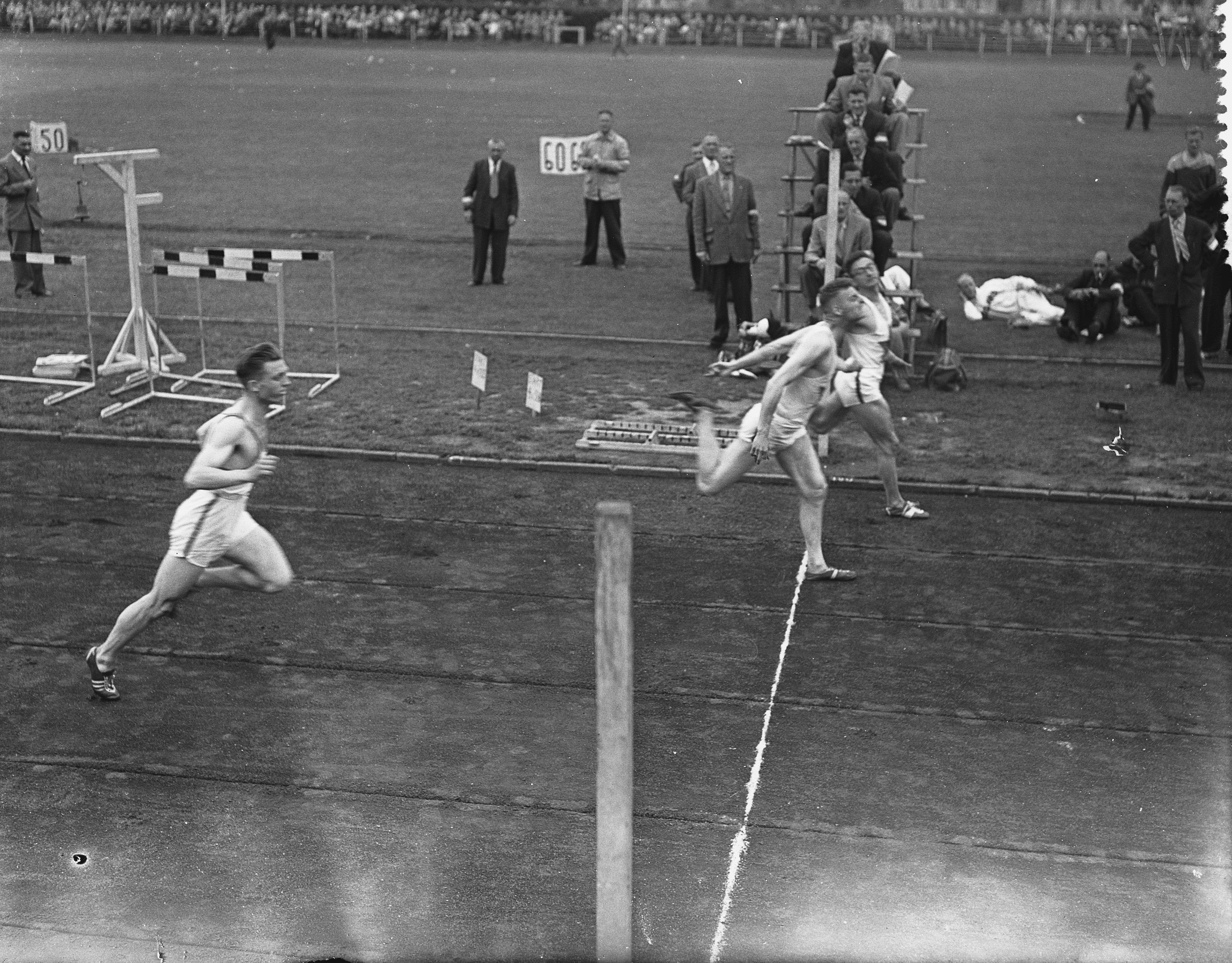
Internationale atletiekwedstrijd Pro Patria 1955: finish 100 m

Mannenvereniging Pro Patria werd in 1895 opgericht en bleek uiterst succesvol. In 1908 maakten 10 Pro Patria-atleten deel aan de Olympische Spelen in Londen deel uit van het 21-koppige Olympisch team. Pro Patria won bij de mannen vier keer het kampioenschap der clubs van Nederland. Discuswerper Cees Koch won bij de Europese kampioenschappen in Belgrado van 1962 de zilveren medaille.

### RKSAV ALO
RKSAV ALO werd opgericht in 1930. Het ledental van de rooms-katholieke atletiekvereniging voor mannen en vrouwen kwam nooit hoger dan 100. Desondanks hoorde ALO in de jaren 60 bij de mannen tot de vijftien sterkste atletiekclubs van Nederland. Twee leden van ALO waren voorzitter van de Atletiekunie. De bekendste atleet die ALO voort heeft gebracht was Peter Nederhand.

### Victoria
Vrouwenvereniging Victoria werd opgericht in 1941. Het was een club met ongeveer 60 leden. De beste atlete van Victoria, Gerda van der Kade-Koudijs, won samen met onder anderen Fanny Blankers-Koen goud bij de Olympische Spelen van 1948 op de 4 × 100 meter estafette. Twee jaar eerder werd zij in Oslo tot Europees kampioene gekroond op het onderdeel verspringen.

### PAC
Het ledental ontwikkelde zich goed in de loop der jaren. In 1976 was PAC met 525 leden zelfs de grootste atletiekvereniging van Nederland. In 1980, het jaar van het 85-jarig jubileum van de vereniging, mocht PAC het Nederlands kampioenschap wegatletiek organiseren. De wedstrijd finishte op de Coolsingel en vormde daarmee de basis van de Marathon Rotterdam, die in 1981 voor het eerst plaatsvond. Het duizendste lid werd in 1987 verwelkomd. In 1996 werd de jarenoude sintelbaan aan het Langepad vervangen door een modernere kunststofbaan. Het PAC-O-Droom, waar een bestuurskamer en een krachthonk plaats hebben, werd in 1999 geopend. Prominente leden zijn verspringer Ignisious Gaisah, meerkamper Ingmar Vos en triatlete Yvonne van Vlerken.

## Accommodatie
De atletiekbaan van PAC is gevestigd aan het Langepad in de deelgemeente Kralingen-Crooswijk. Deze kunststofaccommodatie telt sinds 2023 acht banen rondom. Verder zijn er twee kogelstootringen, twee discuswerpringen waarvan er één ook gebruikt kan worden voor kogelslingeren, twee speerwerpaanlopen, twee hoogspringmatten, vier verspringbakken waarvan twee ook gebruikt kunnen worden voor hinkstapspringen, en een polsstokhoogspringmat met aan twee kanten een aanloop aanwezig. De accommodatie grenst aan het Kralingse Bos, waar door veel trainingsgroepen van PAC trainingen worden afgewerkt.

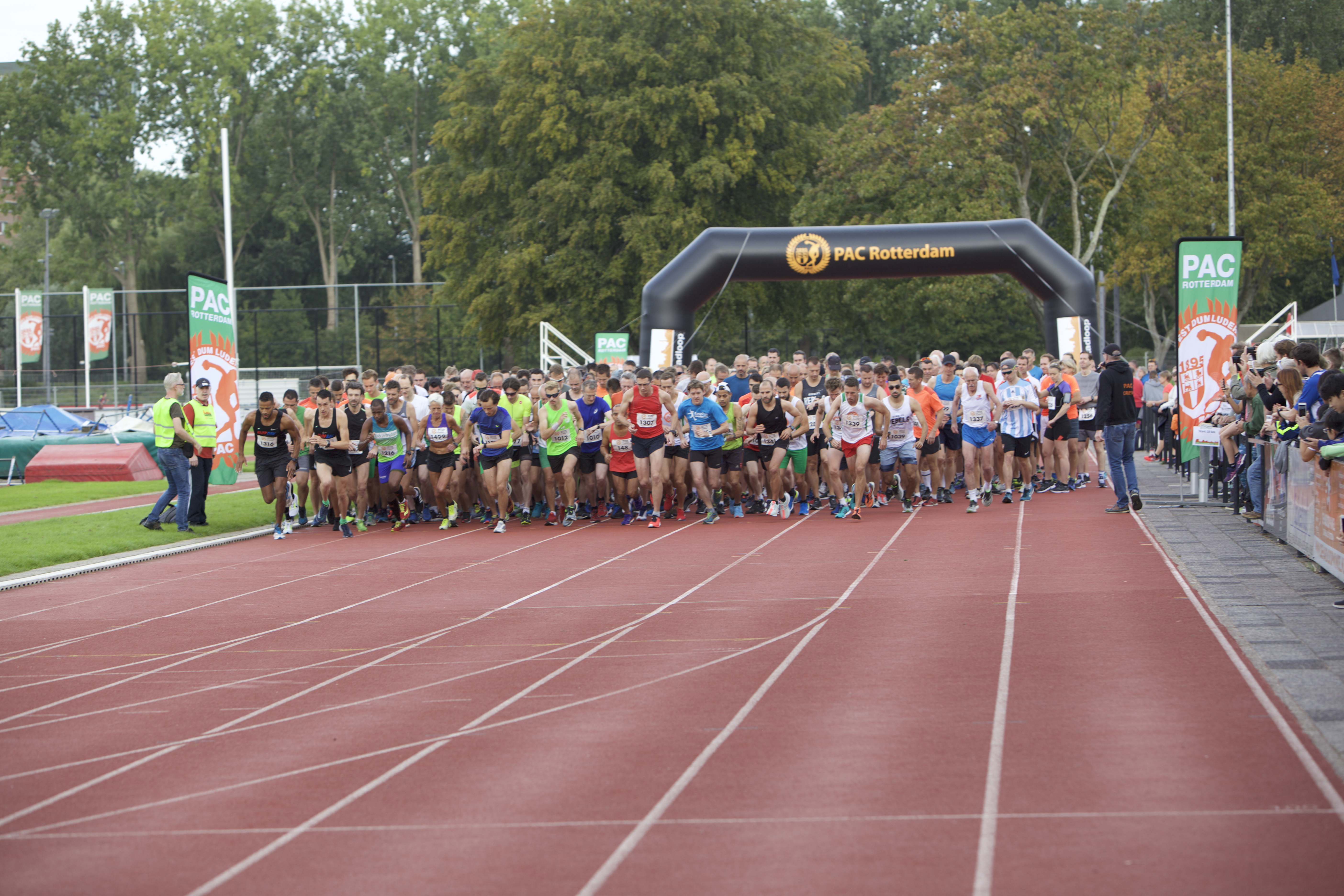
Maasstadloop-2018-5

## Tenue
Het herentenue van PAC bestaat uit een groen onderstuk met witte inzetten en een wit bovenstuk met groene inzetten met het logo in oranje op de borst. Het damestenue bestaat uit een groen onderstuk met witte inzetten en een groen bovenstuk met witte inzetten, met het logo in oranje op de borst.
Tot 2010 bestond het tenue uit een effen groen onderstuk en een groen bovenstuk met een oranje diagonale baan en zwarte letters.

## Medailles van PAC op NK's
Medaillewinnaars sinds 2008

#### NK Atletiek
| Jaar | Onderdeel   |        | Plaats           | Mannen | Prestatie |
| 2008 | Verspringen | Zilver | Ingmar Vos       | 7,17 m |           |
| 2011 | Verspringen | Brons  | Ingmar Vos       | 7,39 m |           |
| 2013 | Verspringen | Goud   | Ignisious Gaisah | 7,85 m |           |
| 2014 | Verspringen | Goud   | Ignisious Gaisah | 7,75 m |           |
|      |             | Brons  | Ingmar Vos       | 7,43 m |           |
| 2015 | Verspringen | Zilver | Ignisious Gaisah | 7,44 m |           |
| 2016 | Verspringen | Goud   | Ignisious Gaisah | 7,63 m |           |
|      | Tienkamp    | Zilver | Sybren Blok      | 7428 p |           |

#### NK Indooratletiek
| Jaar | Onderdeel            |       | Plaats           | Mannen  | Prestatie |                  | Plaats | Vrouwen | Prestatie |
| 2009 | Verspringen          | Brons | Ingmar Vos       | 7,05 m  |           |                  |        |         |           |
| 2011 | Verspringen          | Goud  | Ingmar Vos       | 7,47 m  |           |                  |        |         |           |
|      | Hinkstapspringen     | Brons | Remko Aubert     | 14,62 m |           |                  |        |         |           |
| 2013 | Polsstokhoogspringen |       |                  |         | Brons     | Killiana Heymans | 3,80 m |         |           |
| 2014 | Verspringen          | Goud  | Ignisious Gaisah | 7,93 m  |           |                  |        |         |           |
|      | Polsstokhoogspringen |       |                  |         | Brons     | Killiana Heymans | 3,60 m |         |           |
| 2016 | Verspringen          | Goud  | Ignisious Gaisah | 7,76 m  |           |                  |        |         |           |
|      | Polsstokhoogspringen |       |                  |         | Brons     | Killiana Heymans | 4,10 m |         |           |

## Bekende atleten
Door de jaren heen waren verschillende bekende atleten lid van PAC en haar moederverenigingen, onder wie onderstaande atleten. 
| naam                       | geboortejaar | prestaties |
| -------------------------- | ------------ | --- |
| Gerda van der Kade-Koudijs | 1923         | Olympisch en Europees kampioene 4 × 100 m, Europees kampioene verspringen, 2-voudig Nederlands kampioene 200 meter en Nederlands kampioene verspringen. |
| Tjabel Ras                 | 1935         | meervoudig Nederlands kampioen snelwandelen |
| Cees Koch                  | 1936         | 7-voudig Nederland kampioen kogelstoten en 9-voudig Nederlands kampioen discuswerpen.                                                                   |
| Mieke Pullen               | 1957         | Meervoudig Nederlands kampioene marathon |
| Elly van Hulst             | 1959         | 68-voudig Nederlands kampioene 800 meter, 1.500 meter, 3.000 meter, 5.000 meter en 10.000 meter, voormalig wereldrecordhoudster 3.000 meter indoor.     |
| Barbara Kamp               | 1961         | Nederlands kampioene op de 15 km. |
| Anoeschka Daans            | 1965         | Tweevoudig Nederlands kampioene op de zevenkamp. |
| Jacqueline Goormachtigh    | 1970         | Nederlands kampioene kogelstoten en 10-voudig Nederlands kampioene discuswerpen.                                                                        |
| Robert Lathouwers          | 1983         | 3-voudig Nederlands kampioen 400 meter (indoor) en 4-voudig Nederlands kampioen 800 meter (indoor).                                                     |
| Ignisious Gaisah           | 1983         | Wereld, Afrikaans en Nederlands kampioen verspringen (indoor).                                                                                          |
| Ingmar Vos                 | 1986         | Nederlands kampioen indoor verspringen en 7-kamp. |
| Ramsey Angela              | 1999         | Olympische medaillewinnaar 4 × 400 m estafette. |
| Diane van Es               | 1999         | nationaal recordhoudster op de 10 km. |
| Alida van Daalen           | 2002         | Europees kampioene U23 op kogelstoten en discuswerpen.                                                                                                  |

## Clubrecords (outdoor)
| Onderdeel            |                                                               | Mannen     | Prestatie | Jaar                                                           |            | Vrouwen | Prestatie | Jaar |
| 100 m                | Timo Spiering                                                 | 10,46 s    | 2024      | Astrid van Hoorn                                               | 11,79 s    | 2024    |           |      |
| 200 m                | Timo Spiering                                                 | 20,97 s    | 2023      | Britt de Blaauw                                                | 23,72 s    | 2023    |           |      |
| 400 m                | Ramsey Angela                                                 | 45,42 s    | 2024      | Gretha Tromp                                                   | 53,26 s    | 1994    |           |      |
| 800 m                | Najib Hassan                                                  | 1.49,51 m  | 2022      | Elly van Hulst                                                 | 2.02,58 m  | 1988    |           |      |
| 1500 m               | Yorben Ruiter                                                 | 3.42,01 m  | 2018      | Elly van Hulst                                                 | 4.03,63 m  | 1987    |           |      |
| 3000 m               | Yorben Ruiter                                                 | 7.51,98 m  | 2021      | Elly van Hulst                                                 | 8.33,97m   | 1988    |           |      |
| 5000 m               | Yorben Ruiter                                                 | 13.53,61 m | 2019      | Diane van Es                                                   | 15.07,52 m | 2021    |           |      |
| 10.000 m             | Yorben Ruiter                                                 | 28.51,62 m | 2021      | Diane van Es                                                   | 30.57,24 m | 2024    |           |      |
| 110/100 mH           | Mark Heiden                                                   | 13,35 s    | 2024      | Antoinette Wilks                                               | 13,33 s    | 2006    |           |      |
| 400 mH               | Ramsey Angela                                                 | 49,07 s    | 2021      | Femke Frijters                                                 | 58,66 s    | 2019    |           |      |
| 3000 mSt             | William Slotboom                                              | 9.06,2 m   | 1983      | Marije Hijman                                                  | 10.24,13 m | 2021    |           |      |
| Verspringen          | Ignisious Gaisah                                              | 8,43 m     | 2006      | Anoeschka Daans                                                | 6,13 m     | 1993    |           |      |
| Hoogspringen         | Ridzerd Punt                                                  | 2,15 m     | 2024      | Monique van de Weide                                           | 1,80 m     | 1996    |           |      |
| Hinkstapspringen     | Daan Hoemoedt                                                 | 15,07 m    | 2023      | Anne Hoomoedt                                                  | 11,83 m    | 2022    |           |      |
| Polsstokhoogspringen | Sam Kranse                                                    | 5,00 m     | 2018      | Killiana Heijmans                                              | 4,51 m     | 2019    |           |      |
| Kogelstoten          | Matthijs Mols                                                 | 18,85 m    | 2021      | Alida van Daalen                                               | 18,32 m    | 2023    |           |      |
| Discuswerpen         | Shaquille Emanuelson                                          | 15,07 m    | 2021      | Alida van Daalen                                               | 66,31 m    | 2024    |           |      |
| Speerwerpen          | Bas Berveling                                                 | 68,31 m    | 2006      | Roos de Klerk                                                  | 48,19 m    | 2015    |           |      |
| Kogelslingeren       | Joris Pals                                                    | 56,61 m    | 2021      | Lotte Smink                                                    | 60,15 m    | 2024    |           |      |
| 10/7-kamp            | Ingmar Vos                                                    | 8224 pt    | 2012      | Melissa de Haan                                                | 5795 pt    | 2021    |           |      |
| 4 × 100 m            | Timo Spiering Damian Felter Mark Heiden Isiah Emanuelson      | 40,79 s    | 2021      | Jessy Gravenbeek Britt de Blaauw Tess Jack Sara Bossché        | 47,16 s    | 2022    |           |      |
| 4 × 400 m            | Julien Hagen Taco de Vries Ron van de Graaf Robert Lathouwers | 3.18,32 m  | 2003      | Britt de Blaauw Karlijn van Es Michelle Frowijn Corinde van Es | 3.55,54 m  | 2022    |           |      |